# Karos brignolii
Karos brignolii is een hooiwagen uit de familie Stygnopsidae.